# Walter Blume (SS)

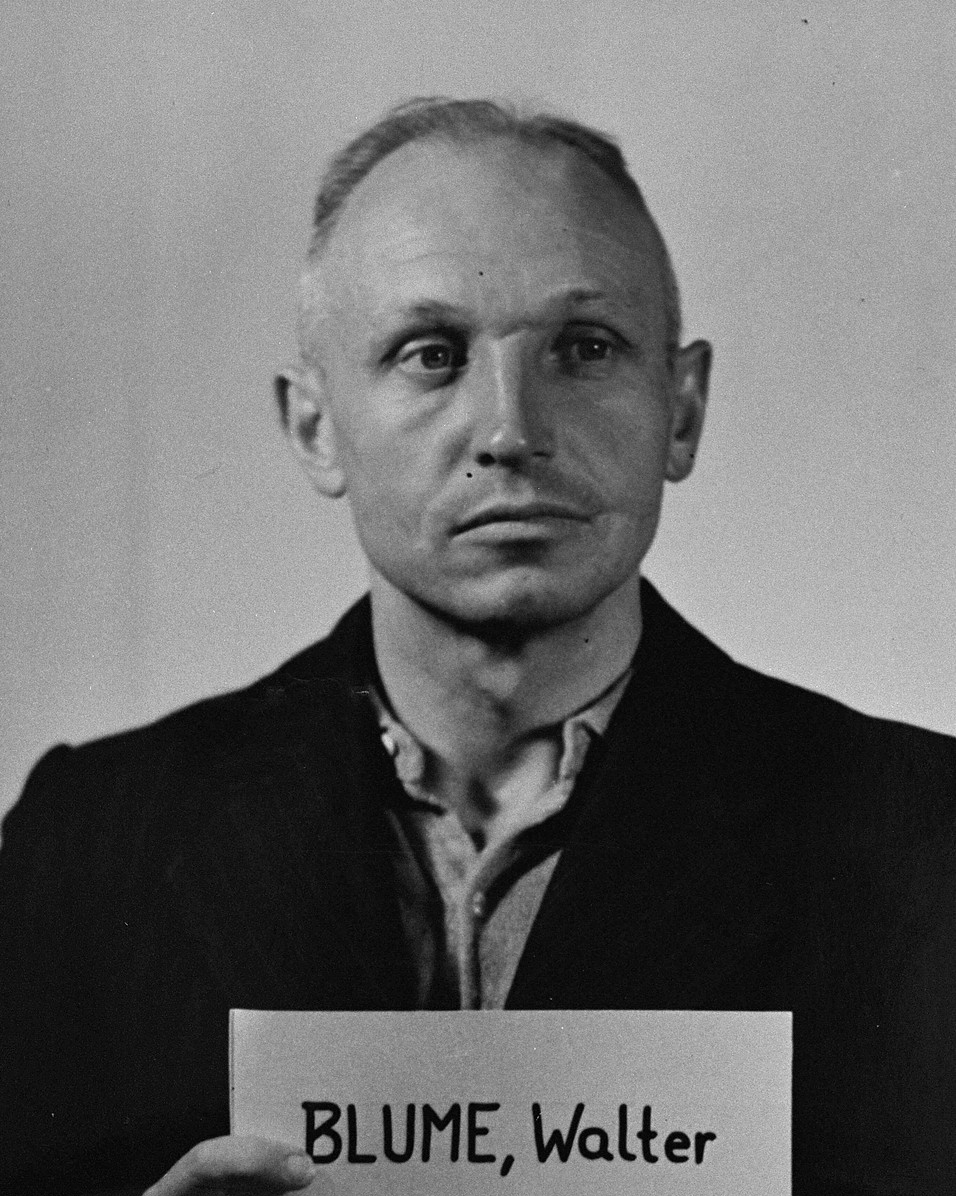
Walter Blume

Walter Blume (Dortmund, Alemania; 23 de julio de 1906 - 13 de noviembre de 1974) fue un abogado y Standartenführer de las SS (coronel), jefe del Sonderkommando 7a, que formaba parte del comando de exterminio Einsatzgruppe B, que se destacó por las matanzas de miles de judíos en Bielorrusia y fue responsable de la deportación de judíos griegos al campo de concentración de Auschwitz.

## Biografía
Walter Blume nació en Dortmund, Alemania en 1906, hijo de una familia protestante, cuyo padre era un maestro de escuela. Blume estudió leyes en las Universidades de Bonn, Jena y finalmente en Münster, graduándose formalmente en 1933. Sus primeros pasos como practicante de leyes fue como asesor sin remuneración en una corte distrital de Münster. Las oportunidades surgieron cuando se inscribió en el NSDAP y encontró trabajo remunerado como asesor de policía en marzo de 1933, ejerciendo iguales funciones en el SD. Finalmente fue inscrito en 1935 en los escalafones de las SS, incorporándose al personal de la Oficina de Seguridad del Reich (RSHA).
Es en este punto donde Blume destaca por sus iniciativas en la persecución de judíos, llamando la atención de sus superiores, quienes en 1939 le nombran Director del Personal de la Gestapo.
En marzo de 1941, Blume recibe la responsabilidad de reunir, reorganizar y seleccionar a los componentes de los escuadrones Einsatzgruppen, poniéndose al mando del Sonderkommando 7a (comandante Eugen Steimle) adscrito al Einsatzgruppe B y asignado al Ejército Centro con vistas a la Operación Barbarroja o invasión de la URSS, que partió el 22 de junio de ese año.
Blume y su escuadrón asolaron la región de Bielorrusia (Vitbesk, Klintsy, Nevel, Esmolensko) asesinando a 1517 judíos, cifra rápidamente alcanzada en septiembre de 1941 y de la que Blume llevaba un cuidadoso registro personal.
Blume además preparó el contingente de exterminio para operar en Moscú cuando esta fuera conquistada, cosa que finalmente no ocurrió.
Para 1942, Blume había alcanzado la cifra de 24 000 judíos asesinados.
Por sus logros, Blume fue ascendido a Standartenführer de las SS y asignado como comandante en jefe de la Policía de Seguridad en Atenas (Grecia) en 1942.
Blume gestionó en ese puesto - bajo la dirección de Adolf Eichmann - la deportación de judíos griegos al campo de exterminio de Auschwitz. Blume recompensó a sus subordinados con finas prendas robadas a las víctimas de la deportación. En 1944, Grecia fue considerada zona libre de judíos y Blume volvió a la oficina central del RSHA en Berlín.
En 1945, Blume fue capturado en Salzburgo por los americanos y llevado a la prisión de Landsberg, fue enjuiciado por sus crímenes y condenado a muerte en primera instancia, pero la pena le fue conmutada a 25 años de prisión, saliendo en libertad en 1955 con tan solo 10 años de cumplimiento de la pena.
Blume declaró acerca del motivamiento de su celo en el Holocausto:

"No era un trabajo para los soldados alemanes la eliminación de las personas indefensas, pero el Führer había ordenado estas acciones porque estaba convencido de que ellos (los judíos) se volverían contra nosotros, y que estas ejecuciones encomendadas eran para proteger a nuestras mujeres y nuestros hijos."
Walter Blume, durante el Juicio a los Einsatzgruppen en 1947.

## Después de la Segunda Guerra Mundial
Después de 1957, Blume trabajó como empresario en el valle del Ruhr. Se volvió a casar en 1958 y tuvo seis hijos (dos de ellos por adopción).
En 1968 fue arrestado y juzgado nuevamente por un tribunal estatal en Bremen, junto con su subordinado Obersturmführer Friedrich Linnemann, por cargos relacionados con la deportación de judíos en Grecia. A pesar de las considerables pruebas en su contra, todos los cargos fueron retirados el 29 de enero de 1971.
Blume murió en 1974 a la edad de 68 años. 
En 1997 se descubrieron en Brasil un alijo de relojes de lujo, anillos, lingotes de oro y dientes de oro por valor de aproximadamente $ 4 millones, junto con documentos de identidad y promociones de la Gestapo pertenecientes al coronel Walter Blume en poder de un miembro de la familia, el prestamista Albert Blume.